# Copston Magna
Copston Magna – wieś w Anglii, w hrabstwie Warwickshire, w dystrykcie Rugby. Leży 30 km na północny wschód od miasta Warwick i 138 km na północny zachód od Londynu. W 2001 miejscowość liczyła 38 mieszkańców.